# Bobby Molloy
Robert „Bobby“ Molloy (irisch Roibeard Ó Maolmhuaidh; * 6. Juli 1936 in Galway; † 2. Oktober 2016) war ein irischer Politiker und saß von 1965 bis 2002 im Dáil Éireann, dem Unterhaus des irischen Parlaments.
Molloy wurde 1965 erstmals für die Fianna Fáil im Wahlkreis Galway West in den Dáil Éireann gewählt. Während des 19. Dáil war er erst bis zum 9. Mai 1970 Parlamentarischer Sekretär für den Bildungsminister und wurde dann Minister für lokale Verwaltung, ein Amt, das er bis zum 14. März 1973 bekleidete. Während des 21. Dáil erhielt Molloy erneut einen Ministerposten. Diesmal war er vom 5. Juli 1977 bis zum 11. Dezember 1979 Verteidigungsminister.
Im Jahr 1986 wechselte Molloy von der Fianna Fáil zu den Progressive Democrats. Als seine neue Partei 1989 eine Koalitionsregierung mit der Fianna Fáil bildete, wurde Molloy vom 12. Juli 1989 bis zu seiner Amtsniederlegung am 4. Januar 1993 Energieminister. Zuletzt bekleidete er während des 28. Dáil mehrere Staatsministerposten. Bei den Wahlen zum 29. Dáil Éireann trat er nicht mehr an.
Molloy gehörte auch dem Stadtrat von Galway an und war von 1968 bis 1969 Bürgermeister der Stadt. Er starb 80-jährig und hinterließ seine Ehefrau und vier Kinder.